# Elecciones parlamentarias de Dinamarca de 1990
Las elecciones parlamentarias de Dinamarca fueron realizadas el 12 de diciembre de 1990. A pesar de que las elecciones beneficiaron enormemente a los Socialdemócratas, el gobierno de coalición de Poul Schlüter pudo continuar con su gobierno, a pesar de que el Partido Popular Conservador no fuese el partido mayoritario. La coalición de Schlüter estaba conformada por Partido Social Liberal y el Venstre. La participación electoral fue de un 82.8% en Dinamarca continental, un 54.4% en las Islas Feroe y un 50.8% en Groenlandia.
El 22 de noviembre de 1990, el Primer Ministro Poul Schlüter (Partido Popular Conservador) convocó a elecciones anticipadas para el 12 de diciembre después de que su Gobierno minoritario no consiguiera apoyo en el Parlamento para su programa económico que incluía la reforma tributaria. El Folketing se disolvió prematuramente el mismo día.
Durante la deslucida campaña electoral de tres semanas, los partidos gobernantes trataron de enfocarse en abolir el impuesto del 6% que era parte de la solución general del Gobierno en el campo económico. Una vez más, esta coalición de centroderecha (compuesta por los conservadores, el Partido Liberal y el Partido Social Liberal) fue desafiada principalmente por el Partido Social Demócrata, encabezado por Svend Auken. Antes de emitir mandatos electorales, el Gobierno había negociado con este último grupo, y los dos aparentemente estaban cerca de llegar a un acuerdo. 
Los resultados del día de las elecciones mejoraron considerablemente la posición de los liberales y los socialdemócratas, ya que estos últimos mejoraron su posición como el partido más grande del Parlamento. Los otros dos partidos gobernantes, sin embargo, sufrieron pérdidas. En general, el bloque no socialista retuvo su mayoría. En este contexto, el Primer Ministro Schlüter no dimitió, pero el 18 de diciembre formó un nuevo Gobierno bipartidista compuesto por conservadores y el Partido Liberal.

## Resultados
| Partido                     | Votos     | %         | Escaños   | +/–       |
| Dinamarca                   | Dinamarca | Dinamarca | Dinamarca | Dinamarca |
| --------------------------- | --------- | --------- | --------- | --------- |
| Socialdemócratas            | 1 211 121 | 37.39     | 69        | +14       |
| Partido Popular Conservador | 517 293   | 15.97     | 30        | –5        |
| Venstre                     | 511 643   | 15.79     | 29        | +7        |
| Partido Popular Socialista  | 268 759   | 8.30      | 15        | –9        |
| Partido del Progreso        | 208 484   | 6.44      | 12        | –4        |
| Demócratas del Centro       | 165 556   | 5.11      | 9         | 0         |
| Partido Social Liberal      | 114 888   | 3.55      | 7         | –3        |
| Demócratas Cristianos       | 74 174    | 2.29      | 4         | 0         |
| Curso Común                 | 57 896    | 1.79      | 0         | 0         |
| Alianza Roji-Verde          | 54 038    | 1.67      | 0         | Nuevo     |
| De Grønne                   | 27 642    | 0.85      | 0         | 0         |
| Partido Justicia            | 17 181    | 0.53      | 0         | Nuevo     |
| Partido Humanista           | 763       | 0.02      | 0         | Nuevo     |
| Independientes              | 10 224    | 0.31      | 0         | 0         |
| Votos en blanco/nulos       | 25 758    | –         | –         | –         |
| Total                       | 3 265 420 | 100       | 175       | 0         |
| Islas Feroe                 |           |           |           |           |
| Partido de la Igualdad      | 4 835     | 27.04     | 1         | +1        |
| Partido Popular             | 4 582     | 25.63     | 1         | 0         |
| Partido Unionista           | 4 558     | 25.50     | 0         | –1        |
| República                   | 2 377     | 13.30     | 0         | 0         |
| Partido del Autogobierno    | 1 240     | 6.94      | 0         | 0         |
| Partido Popular Cristiano   | 285       | 1.59      | 0         | 0         |
| Votos en blanco/nulos       | 79        | –         | –         | –         |
| Total                       | 17 956    | 100       | 2         | 0         |
| Groenlandia                 |           |           |           |           |
| Siumut                      | 8 272     | 42.77     | 1         | 0         |
| Atassut                     | 7 078     | 36.60     | 1         | 0         |
| Inuit Ataqatigiit           | 3 281     | 16.97     | 0         | 0         |
| Partido Polar               | 366       | 1.89      | 0         | 0         |
| Independientes              | 333       | 1.77      | 0         | Nuevo     |
| Votos en blanco/nulos       | 741       | –         | –         | –         |
| Total                       | 20 080    | 100       | 2         | 0         |
| Fuente: Nohlen & Stöver     |           |           |           |           |